# Tobaccoville
Tobaccoville est une ville située dans le comté de Forsyth, dans l’État de Caroline du Nord, aux États-Unis. Lors du recensement de 2000, elle comptait 2 209 habitants.

## Démographie
| 2000  | 2010  | - | - | - | - |
| ----- | ----- | - | - | - | - |
| 2 209 | 2 441 | - | - | - | - |

## Source
- (en) Cet article est partiellement ou en totalité issu de l’article de Wikipédia en anglais intitulé « Tobaccoville, North Carolina » (voir la liste des auteurs).